# Impromptuuri (Chopin)
Impromptuurile lui Frédéric Chopin au fost compuse și publicate între anii 1837 și 1843.

## Impromptu Nr. 1
Impromptu Nr. 1 în A♭major, Op. 29 a fost compus de Frédéric Chopin în 1837.
Impromptuul este în formă ternară (ABA), mijlocul fiind în cheia F minor.  Un perpetuum mobil în triplete însoțește piesa.
În romanul lui George du Maurier, Trilby, personajul cu numele titlului, cântăreț care poate interpreta doar sub influența hipnozei, interpretează Impromptu în A ♭ major ca vocalist fără cuvinte pentru a-și încheia concertele.

## Impromptu Nr. 2
Impromptu Nr. 2 în F ♯ major, Op. 36 a fost compus în 1839 și publicat în anul următor.
Impromptuul începe cu o coardă asemănătoare unei nocturne. Piesa se află în cheia mai puțin frecvent utilizată de F♯ major, care este folosită în foarte puține compoziții importante din epoca romantică, cum ar fi Sonata pentru pian nr. 24 al lui Ludwig van Beethoven și celebrul Barcarolle al lui Chopin.

## Impromptu Nr. 3
Impromptu Nr. 3 în G ♭ major, Op. 51, pentru pian, a fost publicat în februarie 1843. Acesta a fost ultimul în ordinea compoziției celor patru imprompturi, dar a treia publicată.
Lucrarea este scrisă în măsura 12/8.